# Ніккі Фуллер
Ніккі Фуллер (англ. Nikki Fuller, народилася 23 січня 1968, Дейтон, Огайо, США) — американська професійна культуристка, бодибілдерка, реслерка та акторка.

## Раннє життя
Народилася в 1968 році в Дейтоні, Огайо її родина переїхала в Грешем, Орегон, коли їй було 10 років. Вже навчаючись у середній школі Грешема, почала виявляти інтерес до спорту. Навчаючись у коледжі, вона займалася легкою атлетикою (біг на дистанції 400 та 800 метрів, стрибки у довжину та у висоту) та водним поло. Навчалася в Portland State University, за фахом журналістика. Після цього Ніккі Фуллер сфокусувалась на бодибілдингу, розвиваючи свій потенціал. Починаючи ходити у місцевий спортзал вона важила 56 кг, де через деякий час отримала 9 кг мускулів.

## Кар'єра в бодибілдингу
Перше змагання, в якому вона взяла участь, було змагання новачків у 1988 році в штаті Орегон, де посіла Фуллер перше місце. Пізніше в тому ж році на Emerald Cup вона посіла третє місце. Фуллер перейшла на професійний рівень після перемоги у важкій атлетиці в 1990 на Національному фізичному комітеті. В її професійну кар'єру також входить перше місце на Jan Tana Classic в 1992 та в топ 10 на змаганнях Міс Олімпія тощо.
У 1993 році Ніккі Фуллер з'явилась на обкладиці The Women, журналу про жінок-бодібілдерш створеним Біллом Доббінсом.

### Статистика[2]
- Зріст: 5' 9" (175 см)
- Вага: 185—195 lbs (83—88 кг)
- Біцепс: 17" (425 мм)
- Груди: 52" (132 см)
- Талія: 27" (68 см)
- Стегна: 36" (91 см)

### Історія виступів
- 1988 Novice Oregon — 1-ше місце
- 1988 Emerald Cup — 3-тє місце
- 1989 Emerald Cup — 1-ше місце
- 1989 Bill Pearl Classic — 1-ше місце
- 1989 Pacific Coast — 1-ше місце
- 1989 Emerald Cup — 1-ше місце
- 1989 Orange County Classic — 2-ге місце
- 1990 National Physique Committee USA Championship — 2-ге місце
- 1990 International Federation of BodyBuilders North American — 2-ге місце
- 1990 International Federation of BodyBuilders World Amateurs — 3-тє місце
- 1990 NPC Nationals — 1-ше місце
- 1991 Jan Tana Classic — 8-ме місце
- 1991 Ms. International — 7-ме місце
- 1992 Jan Tana Classic — 1-ше місце
- 1992 Ms. Olympia — 9-те місце
- 1993 Ms. Olympia — 14-те місце
- 1995 Ms. International — 6-те місце
- 1996 Jan Tana Classic — 7-ме місце
- 1997 Ms. International — 10-те місце

## Реслінг
Ніккі Фуллер також брала участь у телевізійному шоу «Жінки реслінгу» (Women of Wrestling) під іменем Афіна, після завершення контракту вона виступала під власним іменем. З 2001 по 2004 роки працювала разом з Ultimate Pro Wrestling, компанію що представляла World Wrestling Entertainment, як шоу талантів.

## Діяльність поза спортом
У 1999 році вона завершила свою кар'єру в бодибілдингу. Після цього вона знімалася у ролях третього плану в телевізійних серіалах та малобюджетних фільмах, виступала у жіночому реслінгу під псевдонімом Афіна.
Згідно з її постів у Інстаграмі є консервативкою та прихильницею колишнього президента США Дональда Трампа. Також вона є християнкою